# Букеларії
Фема Букеларії або Букелларіон (грец. اθέμα Βουκελλάριον) — військово-адміністративна одиниця Візантійської імперії (фема), яка розташовувалась у центральній і північній частині Малої Азії (сучасна Туреччина), отримавши назву від військових загонів букеларіїв (легкої кінноти з готів або гуннів). Утворено у 740-х роках. Припинила існування наприкінці 1070-х років внаслідок завоювань сельджуків.

## Історія
З VII ст. територія майбутньої феми перебувала у складі Опсікійської феми як окреми турми. Саму букеларії були тагмою на чолі з доместком, підпорядковуючись доместіку схол або особисто імператорові. В свій час перетворилися на турму букеларіїв, що стала базою для Артабаста, що захопив імператорський трон у 741 році. Після його повалення імператором Костянтином V у 743 році відбулося реформування феми Опсікіон. В результаті протягом середини 740-х років утворилася фема Букеларії (переважно на території колишньої Галатії). Назва пішла від елітного кінного загону (букеларіїв), що перебували на службі у Артабаста, а їх основні сили розташовувалися в Опсікіоні. На сході вона межувала з фемою Арменіакон, на заході — Оптіматон, на півдні — Анатолік, на півночі — з Чорним морем.
У 820 році північна частина була виокремлена у феми Пафлагонія, але все ж частина узбережжя залишилася у складі феми Букеларіон. У 890-х роках південні та південно-східні бандони (на кшталт округів) було виокремлено з феми букеларії та передано новоутвореним фемам Каппадокія і Харсіан.
Протягом IX ст. являла собою важливу базу для захисту центральних областей Малої Азії від нападу арабських військ, що вдиралися до Каппадокії й Арменіакону. Водночас фема стає важливим сільськогосподарським центром імперії. Її порти на початку існування феми перетворюються на центри торгівлі з Кавказом, Персією, Київською Руссю. З усуненням загрозу мусульманських володарів стає однією з найбільш населених греками фем.
Після поразки 1071 року візантійського війська біля Манцикерту від сельджуків фема стала зазнавати нападів з боку останніх. Згодом стала базою для різних повстань військових та феодалів проти імператорського уряду. Значна частина підпала під владу Сулейман ібн Кутулмиша як дяка від імператора Михайла VII в придушенні повстань Руссель де Байоля. До 1078 року фема була втрачена для імперії, хоча як адміністративно-географічна назва використовувалася до 1260-х років.

## Адміністрація
На чолі стояв стратег (перша письмова згадка про нього припадає на 766 рік) із рангом спафарія (з X ст. — патркиія) й зарплатнею у 30 лібрів золота. Центром феми було місто Анкіра. У VIII—X ст. військові сили феми становили 8 тис. вояків. У складі фемного війська також перебував флот, основою базою якого було місто Сіноп. На чолі стояв катепан.
На території у IX—X ст. розташовувалося 13 фортець. Спочатку було два великих міста (Анкіра і Самалух, що також являли собою фортеці), згодом їх число збільшилося до п'яти.

## Відомі стратеги
- Манес (з 766 року)
- Тацат Антиваці (776—782 роки)